# Щитники (гміна Стопниця)
Щитники (пол. Szczytniki) — село в Польщі, у гміні Стопниця Буського повіту Свентокшиського воєводства.
Населення — 164 особи (2011).
У 1975-1998 роках село належало до Келецького воєводства.

## Демографія
Демографічна структура на день 31 березня 2011 року:
|          | Загалом | Допрацездатний вік | Працездатний вік | Постпрацездатний вік |
| -------- | ------- | ------------------ | ---------------- | -------------------- |
| Чоловіки | 88      | 17                 | 56               | 15                   |
| Жінки    | 76      | 11                 | 42               | 23                   |
| Разом    | 164     | 28                 | 98               | 38                   |